# Filippo I di Savoia-Acaia
Filippo I di Savoia-Acaia (Susa, 1278 – Pinerolo, 25 settembre 1334) fu Signore del Piemonte, dal 1294 alla sua morte e Principe di Acaia, dal 1301 al 1307.

## Origine
Filippo, secondo lo storico francese, Samuel Guichenon, nel suo Histoire généalogique de la royale maison de Savoie, era il figlio maschio primogenito di Tommaso III, Signore del Piemonte e conte di Moriana, e della moglie, Guya o Gaia di Borgogna , che ancora secondo Samuel Guichenon era figlia di Ugo di Châlon, Conte consorte di Borgogna e Signore di Salins e della Contessa di Borgogna, Adelaide d'Andechs.
Tommaso III di Savoia, secondo Samuel Guichenon, era il figlio maschio primogenito di Tommaso II, signore del Piemonte, Conte di Savoia, d'Aosta e di Moriana, Conte di Fiandra e di Hainaut e della sua seconda moglie, Beatrice Fieschi, che era la terza figlia femmina di Teodoro Fieschi, conte di Lavagna, e della di lui consorte Simona de Volta di Capo Corso.

## Biografia
Filippo nacque a Susa, nel 1278.
Suo padre, Tommaso III, secondo Samuel Guichenon, si ammalò a Saint-Genix-sur-Guiers, dove nel maggio del 1282, fece testamento nel quale richiedeva di essere sepolto nell'Abbazia di Altacomba (in monasterio de Altacomba), disponeva dei lasciti per la moglie, Guya (dominæ Guiæ de Burgundia consorti meæ), e la madre, Beatrice (matri meæ dominæ B. comitissæ), nominava suo erede il figlio primogenito Filippo (Philippum de Sabaudia filium meum primogenitum), disponendo adeguati appannaggi per gli altri quattro figli (aliis filiis meis Petro, Thomæ, Amedeo et Guillermo fratribus suis), disponendo che la moglie fosse tutrice dei figli, assistita dal di lei fratello, Signore di Salins, Conte di Chalon e Conte di Borgogna, Ottone IV (dominum Othonem comitem Burgundiæ dictæ dominæ Guyæ germanum) e un suo cugino, Aimaro di Rossiglione, arcivescovo di Lione (consanguineum meum R. patrem dominum Aymarum archiepiscopum Lugdunensem); il testamento è riprodotto integralmente nelle Preuves de l'Histoire généalogique de la royale maison de Savoie di Samuel Guichenon.
Suo padre, Tommaso morì a Saint-Genix-sur-Guiers, il 16 maggio 1282 (secondo Samuel Guichenon, il 15 maggio) e sempre secondo il Guichenon, fu sepolto nell'Abbazia di San Michele della Chiusa, in Piemonte, mentre risulta sepolto come da lui richiesto ad Altacomba.
In effetti Filippo crebbe sotto la tutela della madre e dello zio, il fratello di suo padre, il conte di Bauges e Bresse, Amedeo
Conte di Savoia era il suo prozio, Filippo I, che morì il 15 o il 16 agosto 1285 nel castello di Rossillon nel Bugey, tra Lione e Ginevra; Il necrologio delle Maurienne Chartes, Obituaire du Chapitre de Saint-Jean-de-Maurienne riporta la morte di Filippo (dni Philippi quondam comitis Sabaudie) il 16 agosto (XVI Kal Sep.). La successione, anche per le disposizioni testamentarie del conte, Amedeo IV, stabiliva che, in mancanza di un erede maschio, il suo erede era il fratello, il nonno di Filippo, Tommaso II; quindi essendo morti sia il nonno, che il padre il successore avrebbe dovuto essere Filippo, che al momento aveva circa sette anni, per cui fu stabilito che il successore sarebbe stato il secondogenito di Tommaso II, suo zio, Amedeo V.
Guya, la madre di Filippo e l'altro fratello di suo padre, Ludovico o Luigi, chiesero la spartizione della contea e, nel gennaio 1286, si giunse ad un accordo: in cambio dell'omaggio feudale, Luigi riceveva dal fratello l'intero Vaud, con il titolo di Barone, il paese di Bugey e una pensione annua di 400 lire, mentre a Filippo furono concessi i territori di Pinerolo e Torino; lo storico francese, Victor Flour de Saint-Genis, nel suo Histoire de Savoie riporta che l'arbitrato fu concluso a Lione e regolò la spartizione delle eredità dei loro genitori e degli zii, Pietro II e Filippo I.
Il 24 febbraio 1295, Filippo prese possesso della Signoria del Piemonte, dopo un arbitrato del 1294.
Il 12 febbraio 1301, Filippo sposò a Roma la Principessa d'Acaia, Isabella di Villehardouin (*1263 †1312), figlia di Guglielmo II di Villehardouin, Principe di Acaia.
Il 23 febbraio Filippo ricevette l'investitura di Principe di Acaia dal re di Sicilia, Carlo d'Angiò, in rappresentanza del figlio il principe di Taranto, Filippo I d'Angiò, come da documento di investitura nelle Preuves de l'Histoire généalogique de la royale maison de Savoie di Samuel Guichenon. In una lettera successiva Filippo I d'Angiò riconosce Filippo di Savoia come Principe di Acaia.
Gli sposi subito dopo le nozze si recarono in Piemonte, in quanto Filippo aveva da sistemare la sua signoria prima della partenza per la Morea.
Recatosi in Grecia l'anno successivo al matrimonio con Isabella, tramite la quale era divenuto Principe di Acaia, per esercitarne colà il potere, cercò di conquistare ai bizantini tutta la Laconia, mentre il suo predecessore, Fiorenzo di Hainaut, con una politica saggia ed umana, aveva mantenuto la pace con il governatore bizantino di Mistrà, restituendo alla Morea la prosperità economica. Ma il suo carattere autoritario, oltre che con i greci, lo mise rapidamente in conflitto con i baroni locali, che egli cercò di mettere al passo ma dovette invece accettare nel 1304 l'istituzione di un parlamento. Filippo, durante i tre anni passati in Morea non riuscì a stabilire un governo soddisfacente; inoltre, dato che come signore del Piemonte era in disaccordo con la politica angioina del confinante conte di Provenza e re di Sicilia, Carlo II, il disaccordo si approfondì a tal punto che Carlo II, nel 1306, dichiarò che Filippo era decaduto dai suoi diritti feudali sul Principato di Acaia; Filippo fu accusato di slealtà e di aver fallito nel sostenere Carlo in una campagna militare contro l'Epiro e Isabella di non aver richiesto il consenso del sovrano prima di sposare il Savoia.
Filippo, nel maggio del 1307, rinunciò alle sue insostenibili pretese sul principato in cambio di concessioni in Italia e di un vitalizio, mentre la moglie Isabella, si separò da Filippo e trascorse i suoi ultimi anni in esilio, nell'Hainaut, le terre del suo secondo marito, Florent, mentre il figlio di Carlo II, Filippo I d'Angiò, fu riconosciuto principe di Acaia (Filippo II di Acaia).
Comunque Filippo di Savoia mantenne il titolo di principe di Acaia e ricevette in feudo la contea di Alba, in Abruzzo, come da documento di elezione nelle Preuves de l'Histoire généalogique de la royale maison de Savoie di Samuel Guichenon. La contea di Alba gli venne concessa l'11 maggio 1307: successivamente Carlo II d'Angiò eresse la contea in principato con lettere patenti datate 30 gennaio 1308 ma Filippo di Savoia-Acaia rinunziò al titolo, convinto - e non a torto - che dietro tale atto si nascondesse un malcelato compromesso in virtù del quale l'Angiò avrebbe cercato di ridurre o annullare il vitalizio promesso e fino ad allora mai pagato. Filippo di Savoia-Acaia continuò a ostentare il titolo di conte di Alba, senza peraltro possedere mai materialmente il feudo abruzzese.
Tornato in Piemonte, Filippo di Savoia-Acaia sostenne lo zio Amedeo V di Savoia nella sua politica espansionistica; nell'autunno del 1310, assieme allo zio, il conte di Savoia, Amedeo V, ed al cugino, il Barone di Vaud, Luigi II, accolse molto calorosamente Arrigo VII, che si recava a Roma per essere incoronato imperatore; una lettera di Arrigo a Filippo sta a dimostrare i buoni rapporti con Arrigo VII.
L'anno successivo, pur essendo il Vicario imperiale di Arrigo VII, Filippo gli sollevò conto le città di Asti e Vercelli.
Filippo, nel 1311, fece un accordo col Delfino, Giovanni II.
Nel 1318, concluse un trattato col marchese di Saluzzo, Manfredo IV ed il signore di Milano, Matteo I Visconti.
Comunque Filippo continuò a rivaleggiare coi conti di Savoia, ma mentre con Amedeo V, le dispute venivano risolte con arbitrati e intese provvisorie, con i cugini, prima Edoardoe poi Aimone, detto Il pacifico, il conflitto si inasprì.
Il 9 giugno del 1330, Filippo fece testamento, designando il figlio maschio primogenito Giacomo (Jacobum eius filium primogenitum), come suo erede, citando tutti gli altri figli, femmine e maschi, ancora in vita e la sua seconda moglie, Caterina, che avrebbe dovuto avere la tutela dei figli (tutricem et curatricem Dominam Catharinam eorum matrem).
Secondo Samuel Guichenon, Filippo mori a Pinerolo, il 25 settembre del 1334 dove fu sepolto nella chiesa dei francescani; gli succedette il figlio maschio primogenito, Giacomo.

## Matrimoni e discendenza
Filippo in prime nozze aveva sposato Isabella di Villehardouin, figlia di Guglielmo II di Villehardouin, Principe di Acaia, e di Anna Comnena Ducaina, figlia, secondo Le livre de la conqueste de la princée de la Morée, del Despota d'Epiro, Michele II Ducas e di Teodora Petralife:
Isabella era al suo terzo matrimonio, avendo sposato in prime nozze, sempre secondo Le livre de la conqueste de la princée de la Morée, il re titolare di Sardegna, giudice titolare di Torres e re titolare di Tessalonica, Filippo d'Angiò, figlio secondogenito maschio del re di Sicilia, Carlo I d'Angiò, figlio del re di Francia Luigi VIII, e di Beatrice di Provenza, ultimogenita del conte di Provenza, Raimondo Berengario IV; Isabella a Filippo d'Angiò non diede figli.
Isabella, in seconde nozze, aveva sposato, ancora secondo Le livre de la conqueste de la princée de la Morée, Fiorenzo di Hainaut (1255 - 1297), conestabile del regno di Napoli, figlio ultimogenito del Conte di Hainaut, Giovanni d'Avesnes, e della reggente della contea d'Olanda, Adelaide d'Olanda; al suo secondo marito Isabella diede una figlia: Matilde (1293 - 1331), futura principessa di Acaia.

Filippo da Isabella ebbe tre figlie: 
- Maria (*1301, morta giovane); citata nelle Europäische Stammtafeln[34], vol II, 191 (non consultate)[33]
- Alice (†1368), citata nel testamento del padre (Dominam Alaxiam eius filiam)[28], andata sposa, nel 1325 a Manfredo del Carretto (figlio di Corrado e nipote di Giacomo Del Carretto), marchese di Savona, e poi nel 1354 ad Antelmo d'Urtières;
- Margherita (*1303 † post 1371), citata nel testamento del padre (Dominam Margaretam eius filiam)[28], prima fidanzata a Carlo (*1296 †1315), principe d'Acaia, figlio di Filippo I d'Angiò; poi andata sposa nel 1324 a Renaud (†1370), conte di Forez[35].

Morta la prima moglie Isabella, Filippo, nel 1312, sposò, secondo il De Allobrogibus libri novem, Caterina de la Tour du Pin.(†1337), che sempre secondo il De Allobrogibus libri novem, era figlia di Umberto I del Viennois, barone de la Tour-du-Pin e delfino del Viennois e conte di Albon e di Anna di Borgogna, delfina del Viennois e contessa di Albon, contessa di Grenoble, di Oisans, di Briançon, di Embrun e di Gap.
Filippo da Caterina ebbe dieci figli: 
- Giacomo (*1315 †1367), citato nel testamento del padre (Jacobum eius filium primogenitum)[28] suo successore come signore di Piemonte e principe di Acaja[29];
- Amedeo (†1376), citato nel testamento del padre (Amedeum, Thomam et Eduardum filio suos)[28], vescovo della Moriana e di Losanna;
- Tommaso (*1329 † 1362), citato nel testamento del padre (Amedeum, Thomam et Eduardum filio suos)[28], vescovo di Torino;
- Edoardo (†1395), citato nel testamento del padre (Amedeum, Thomam et Eduardum filio suos)[28], monaco a Cluny, abate di Saint-Juste, vescovo di Belley e di Sion, arcivescovo di Tarantasia;
- Aimone (* post 1330 † post 1398), citato nel testamento del fratello Giacomo (D. Aymoni de Sabaudia fratri suo)[38];
- Eleonora (†1350), citata nel testamento del padre (Elinoriam filiam suam)[28], andata sposa nel 1333 a Manfredo V, marchese di Saluzzo[39];
- Giovanna (†1355), citata nel testamento del padre (Joannam eius filiam)[28], andata sposa nel 1330 ad Amedeo di Poitiers (†1350);
- Beatrice (*1312 †1340), citata nel testamento del padre (Beatricam et Isabellam filias suas)[28], andata sposa nel 1334 a Umberto VI di Thoire et Villars (†1372);
- Agnese († 28 novembre 1384[40]), andata sposa nel 1343 a Giovanni de la Chambre, visconte di Moriana;
- Elisabetta (†1370), citata nel testamento del padre (Beatricam et Isabellam filias suas)[28], badessa di San Giacomo a Pinerolo.

Filippo ebbe anche numerosi figli illegittimi tra cui:
- Anselmo (Lantelmo) detto “il Bastardo d’Acaia” († post 1369), diede origine al ramo morganatico dei Signori di Collegno e Altessano Inferiore. L'investitura avvenne il 7 febbraio 1320.
- Beatrice bastarda di Savoia, andata sposa a Guglielmo Pettiti, da Villafranca
- Enrietta Francesca bastarda di Savoia, andata sposa a Martino di Machierat
- Antonio Cocqui (Antonio bastardo di Savoia)
- Rinaldo di Ferexio

## Galleria d'immagini

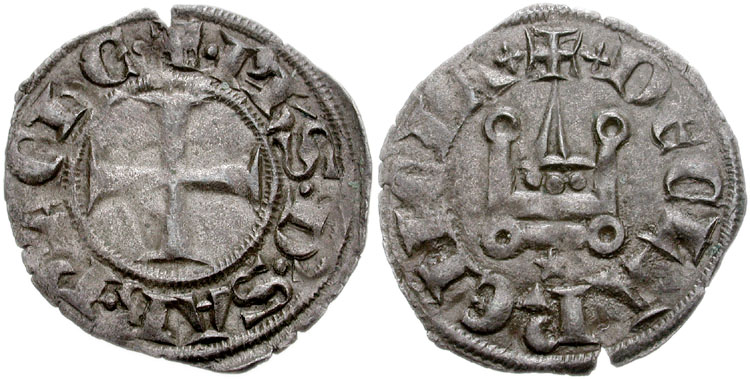
Moneta di Filippo di Savoia del 1301
Arma del Principato di Acaia
Arma dei Signori e poi Principi di Piemonte

## Ascendenza
|                           |                    |                               | Genitori               |  |  | Nonni |  |  | Bisnonni            |  |  | Trisnonni             |  |
|                           |                    |                               |                        |  |  |       |  |  | Tommaso I di Savoia |  |  | Umberto III di Savoia |  |
|                           |                    |                               |                        |  |  |       |  |  | Tommaso I di Savoia |  |  | Umberto III di Savoia |  |
|                           |                    | Beatrice di Mâcon             |                        |  |  |       |  |  | Tommaso I di Savoia |  |  |                       |  |
| Tommaso II di Savoia      |                    |                               |                        |  |  |       |  |  | Tommaso I di Savoia |  |  |                       |  |
|                           |                    | Margherita di Ginevra         | Guglielmo I di Ginevra |  |  |       |  |  |                     |  |  |                       |  |
|                           |                    | Margherita di Ginevra         | Guglielmo I di Ginevra |  |  |       |  |  |                     |  |  |                       |  |
|                           |                    | Margherita di Ginevra         | Beatrice di Faucigny   |  |  |       |  |  |                     |  |  |                       |  |
| Tommaso III di Savoia     |                    | Margherita di Ginevra         |                        |  |  |       |  |  |                     |  |  |                       |  |
|                           |                    | Teodoro Fieschi               | Ugo Fieschi            |  |  |       |  |  |                     |  |  |                       |  |
|                           |                    | Teodoro Fieschi               | Ugo Fieschi            |  |  |       |  |  |                     |  |  |                       |  |
|                           |                    | Teodoro Fieschi               | Beatrice Grillo        |  |  |       |  |  |                     |  |  |                       |  |
| Beatrice Fieschi          |                    | Teodoro Fieschi               |                        |  |  |       |  |  |                     |  |  |                       |  |
|                           |                    | Simona de Volta di Capo Corso | …                      |  |  |       |  |  |                     |  |  |                       |  |
|                           |                    | Simona de Volta di Capo Corso | …                      |  |  |       |  |  |                     |  |  |                       |  |
|                           |                    | Simona de Volta di Capo Corso | …                      |  |  |       |  |  |                     |  |  |                       |  |
| Filippo I di Savoia-Acaia |                    | Simona de Volta di Capo Corso |                        |  |  |       |  |  |                     |  |  |                       |  |
|                           | Giovanni d'Auxonne | Stefano III d'Auxonne         |                        |  |  |       |  |  |                     |  |  |                       |  |
|                           | Giovanni d'Auxonne | Stefano III d'Auxonne         |                        |  |  |       |  |  |                     |  |  |                       |  |
|                           | Giovanni d'Auxonne | Beatrice di Châlon            |                        |  |  |       |  |  |                     |  |  |                       |  |
| Ugo di Châlon             | Giovanni d'Auxonne |                               |                        |  |  |       |  |  |                     |  |  |                       |  |
|                           |                    | Matilde di Borgogna           | Ugo III di Borgogna    |  |  |       |  |  |                     |  |  |                       |  |
|                           |                    | Matilde di Borgogna           | Ugo III di Borgogna    |  |  |       |  |  |                     |  |  |                       |  |
|                           |                    | Matilde di Borgogna           | Beatrice d'Albon       |  |  |       |  |  |                     |  |  |                       |  |
| Guya di Borgogna          |                    | Matilde di Borgogna           |                        |  |  |       |  |  |                     |  |  |                       |  |
|                           |                    | Ottone II di Borgogna         | Bertoldo IV d'Andechs  |  |  |       |  |  |                     |  |  |                       |  |
|                           |                    | Ottone II di Borgogna         | Bertoldo IV d'Andechs  |  |  |       |  |  |                     |  |  |                       |  |
|                           |                    | Ottone II di Borgogna         | Agnese di Rochlitz     |  |  |       |  |  |                     |  |  |                       |  |
| Adelaide I di Borgogna    |                    | Ottone II di Borgogna         |                        |  |  |       |  |  |                     |  |  |                       |  |
|                           |                    | Beatrice II di Borgogna       | Ottone I di Borgogna   |  |  |       |  |  |                     |  |  |                       |  |
|                           |                    | Beatrice II di Borgogna       | Ottone I di Borgogna   |  |  |       |  |  |                     |  |  |                       |  |
|                           |                    | Beatrice II di Borgogna       | Margherita di Blois    |  |  |       |  |  |                     |  |  |                       |  |
|                           |                    | Beatrice II di Borgogna       |                        |  |  |       |  |  |                     |  |  |                       |  |

### Fonti primarie
- (LA)  De Allobrogibus libri novem.
- (LA)  Regesto dei Marchesi di Saluzzo (1091-1340).
- (LA)  Peter der Zweite, Graf von Savoyen, Markgraf in Italien
- (LA)  Chartes du diocèse de Maurienne

### Letteratura storiografica
- K.M. Setton, I latini in Grecia e nell'Egeo, dalla quarta crociata alla fine del medioevo, cap. XVI, vol. III (L'impero bizantino) della Storia del Mondo Medievale, 1999, pp. 619–658.
- Edward Armstrong, L'Italia al tempo di Dante, cap. VI, vol. VI (Declino dell'impero e del papato, e la nascita del mondo moderno) della Storia del Mondo Medievale, 1999, pp. 235–296.
- Romolo Caggese, Italia, 1313-1414, cap. VII, vol. VI (Declino dell'impero e del papato, e la nascita del mondo moderno) della Storia del Mondo Medievale, 1999, pp. 297–331.
- (FR)  Histoire de Savoie, d'après les documents originaux,... par Victor... Flour de Saint-Genis. Tome 1
- (FR)  Histoire généalogique de la royale maison de Savoie, justifiée par titres, ..par Guichenon, Samuel
- (FR)  Histoire de la Maison de Savoie
- (FR)  Preuves de l'Histoire généalogique de la royale maison de Savoie, justifiée par titres, .par Guichenon, Samuel
- (FR)  Le livre de la conqueste de la princée de la Morée
- (EN)  The Latins in the Levant, a history of Frankish Greece (1204-1566)
- (FR)  Histoire des ducs de Bourgogne et des comtes de Forez
- (IT)  Museo scientifico, letterario ed artistico:Beatrice Fieschi, pagg. 53 e 54